# 솔림
전재현(본명: 전솔림, 1988년 12월 27일 ~ )은 대한민국의 가수이다.

## 데뷔
- 2010년 EP 앨범 "두꺼비 사랑"

## 음반
- 2010년 두꺼비 사랑
- 2011년 말해봐